# Рабенвальд
Рабенвальд (нем. Rabenwald) — коммуна (нем. Gemeinde) в Австрии, в федеральной земле Штирия. 
Входит в состав округа Хартберг.  Население составляет 652 человека (на 31 декабря 2005 года). Занимает площадь 16,92 км². Официальный код — 6 07 25.

## Политическая ситуация
Бургомистр коммуны — Йохан Кёниг (СДПА) по результатам выборов 2005 года.
Совет представителей коммуны (нем. Gemeinderat) состоит из 9 мест.
- СДПА занимает 8 мест.
- АНП занимает 1 место.